# اجمل ختک
اجمل ختک (پشتو: اجمل خټک؛ زاده ۱۵ سپتامبر ۱۹۲۵ درگذشته ۷ فوریه ۲۰۱۰) یک سیاست‌مدار، شاعر، نویسنده، و خدمتکار خدای اهل پاکستان بود.
شاعر، سیاستمدار معروف پشتونخواه اجمل ختک در پانزدهم سپتامبر ۱۹۲۵ در اکوره ختک در یک فامیل متوسط به دنیا آمد از نو جوانی هوا خواه خان عبدالغفار خان آزادی‌خواه معروف منطقه ونیم قاره هند بود. پدرش حکمت خان نیز از فعالین اجتماعی بود. اجمل ختک بعد از فراغت از مکتب معلمی را پیشه اختیار نمود. و چندی هم با شعبه پشاور رادیو پاکستان همکاری داشت، ولی در پهلوی آن صاحب قریحه سر شار و استعداد ادبی توانا بود موصوف از سن۱۷ سالگی به تحریک خدایی خدمت گار پیوست و مبارزات خود را نخست برای آزادی هند و بعد ایجاد پشتونستان ادامه داد. از زمان علی بو تو هنگامیکه حزب نیشنل عوامی پارتی غیرقانونی اعلام شد، اجمل ختک به افغانستان آمد و در سال ۱۹۸۹ دو باره به زاد گاه خود برگشت و در انتخابات اسامبله ملی از نو شهره انتخاب گردید و چندی هم عضو مجلس سنای پاکستان بود این شاعر معروف زبان پشتو و مبارز مشهور بعد از یک مریضی طولانی در هفت فبروری ۲۰۱۰ به ابدیت پیوست.